# Župnija Goriče
Župnija Goriče je rimskokatoliška teritorialna župnija Dekanije Kranj Nadškofije Ljubljana.